# Линси, Урс
Урс Линси (нем. Urs Linsi; род. 29 июня 1949) — швейцарский финансовый менеджер и спортивный функционер, генеральный секретарь ФИФА (2002—2007).

## Биография
Урс Линси родился 29 июня 1949 года. Он изучал экономику и получил степень доктора философии в Университете Санкт-Галлена. Более 20 лет он проработал в Credit Suisse, где смог занять должность руководителя отдела лизинга.
Линси играл в футбол в любительских и университетских клубах. После травмы колена он завершил свою карьеру и два года работал футбольным судьёй.
Линси вошёл в совет директоров компании Airesis в 2009 году. В августе 2011 года он стал председателем совета директоров банка «Bank Sparhafen Zürich».

## Карьера
Линси стал финансовым директором ФИФА в июле 1999 года, а в январе 2000 года стал заместителем генерального секретаря. 17 декабря 2002 года он был назначен на должность генерального секретаря ФИФА, которую он занимал до июня 2007 года. Во время своего пребывания натпосту он отвечал за обновление финансовой структуры ФИФА.
В качестве генерального секретаря он курировал предоставление лицензионных прав на чемпионаты мира 2010 и 2014 годов, а также пересмотр условий с Немецким футбольным союзом на чемпионат мира 2006 года.
В 2005 году его попытка уволить своего заместителя Жерома Шампаня не увенчалась успехом. В июле 2007 года ФИФА объявила об увольнении Линси. Его обязанности были временно переданы Маркусу Каттнеру, директору ФИФА по финансам и контролю. В октябре 2007 года ФИФА подтвердила выплату Линси пособия в размере более 7 миллионов евро.
В сентябре 2009 года совет директоров клуба «Грассхоппер» назначил Линси генеральным директором. Он занимал пост президента клуба с февраля 2010 по апрель 2011 года.